# جون جاكسون (لاعب كرة قدم)
جون جاكسون (بالإنجليزية: John Jackson)‏ (29 نوفمبر 1906 بغلاسكو في المملكة المتحدة - 1 يناير 1965) هو لاعب كرة قدم بريطاني (وحمل سابقاً جنسية المملكة المتحدة لبريطانيا العظمى وأيرلندا) في مركز حراسة المرمى. لعب مع نادي بارتيك ثيسل ونادي برينتفورد.

## وصلات خارجية
- جون جاكسون على موقع الاتحاد الإسكتلندي (الإنجليزية)
- جون جاكسون على موقع قاعدة بيانات كرة القدم.إي يو (الإنجليزية)
- جون جاكسون على موقع ناشيونال فوتبول تيمز (الإنجليزية)
- جون جاكسون على موقع عالم كرة القدم.نت (الإنجليزية)